# Excellent
L'Excellent è un traghetto appartenente alla compagnia di navigazione italiana GNV.

## Caratteristiche
Il traghetto, lungo circa 200 metri, è in grado di trasportare un massimo di 2250 passeggeri e di 800 auto, o, in alternativa, 2250 metri lineari di carico merci. Dispone inoltre di 429 cabine (di cui 38 suite e 4 accessibili ai disabili), ristorante à la carte, bar, un negozio, un cinema, una piscina con lido bar, un idromassaggio e una sala giochi.

## Servizio
Costruito nel 1998 nei Nuovi Cantieri Apuania di Marina di Carrara e consegnato il 23 maggio dello stesso anno alla GNV, salpa il 10 giugno per la sua crociera inaugurale da Genova a Limassol ed Haifa.
Il 25 giugno 1998 prende servizio nei collegamenti tra Genova ed Olbia. Tuttavia, poco dopo la partenza da Genova, si verifica un guasto ai motori ed il traghetto è costretto a fare ritorno a Genova al rimorchio. Il giorno successivo torna regolarmente in servizio.
Il 20 settembre 1998 viene trasferito nei collegamenti tra Genova e Palermo.
Da maggio a settembre 1999 opera nei collegamenti tra Genova ed Olbia in coppia con il gemello Excelsior. Nello stesso mese fa ritorno nei collegamenti tra Liguria e Sicilia.
Nell'aprile del 2000 viene noleggiato a Forza Italiaed impiegato nella campagna elettorale in un tour tra i porti di Genova, Livorno, Napoli, Reggio Calabria, Catania, Bari, Pescara, Ancona, Rimini e Venezia.
Dal 22 giugno al 17 settembre 2000 opera nei collegamenti tra Genova e Porto Torres. Il giorno successivo torna in servizio tra Genova e Palermo. Successivamente viene trasferito nei collegamenti tra Genova, Barcellona, Sète e Tangeri Med, dove opera tutt'oggi, continuando tuttavia ad operare saltuariamente nei collegamenti tra Civitavecchia, Palermo, Termini Imerese, Olbia, Tunisi e Napoli.
Durante la campagna elettorale del 2013 viene di nuovo noleggiato a Forza Italia per registrare il video musicale di "Azzurra Libertà", inno del partito politico Forza Italia. In quest'occasione, sul ponte esterno sono state posizionate diverse bandiere del partito.  
Nell'ottobre del 2017 viene impiegato come hotel galleggiante a Basseterre per accogliere gli sfollati dell'uragano Irma che ha colpito i Caraibi nell'estate precedente. 
Il 31 ottobre 2018 entra in collisione con una gru del porto di Barcellona, distruggendola e provocandone l'incendio.
Dal 5 marzo al 25 maggio 2021 viene noleggiato dal Ministero dell'interno ed impiegato come nave-quarantena nell'ambito dell'emergenza sbarchi in Sicilia.
Nel giugno del 2025 viene trasferito nei nuovi collegamenti tra Algeri, Sète e Béjaïa.

## Navi gemelle
- Excelsior